# Поку, Квадво (футболист, 1992)
Квадво Поку (англ. Kwadwo Poku; род. 19 февраля 1992, Кумаси, Гана) — ганский футболист, нападающий.

## Клубная карьера
Квадво — воспитанник академии «Асанте Котоко». В 2010 году переехал в США.
Футбольную карьеру начал в 2011 году в клубе американской четвёртой лиги «Джорджия Революшн», за который выступал в течение трёх сезонов.
Его игра в матче кубка США 2013, в котором «Джорджия Революшн» принимала «Атланту Силвербэкс», впечатлила технического директора команды гостей Эрика Виналду и в январе 2014 года Поку стал игроком клуба из лиги NASL.
В январе 2015 года Поку перешёл в новообразованный клуб MLS «Нью-Йорк Сити». В апреле 2015 года отдавался в краткосрочную аренду в аффилированный с «Нью-Йорк Сити» клуб лиги USL «Уилмингтон Хаммерхэдс».
Летом 2016 года перешёл в клуб NASL «Майами» за $700–750 тыс.
17 января 2018 года официально перешёл в российский клуб «Анжи» из Махачкалы.
Летом 2018 года Поку вернулся в США, подписав контракт с клубом USL «Тампа-Бэй Раудис».
В июне 2020 года присоединился к клубу чемпионата Гибралтара «Европа».

## Карьера в сборной
Поку дебютировал за сборную Ганы 10 октября 2015 года в товарищеском матче со сборной Канады, завершившимся ничьей 1:1, где вышел на замену на 82-й минуте вместо Джордана Айю.

### Матчи Квадво Поку за сборную Ганы
| Матчи Квадво Поку за сборную Ганы | Матчи Квадво Поку за сборную Ганы | Матчи Квадво Поку за сборную Ганы | Матчи Квадво Поку за сборную Ганы | Матчи Квадво Поку за сборную Ганы | Матчи Квадво Поку за сборную Ганы |
| --------------------------------- | --------------------------------- | --------------------------------- | --------------------------------- | --------------------------------- | --------------------------------- |
| №                                 | Дата                              | Соперник                          | Счёт                              | Голы Квадво                       | Соревнование                      |
| 1                                 | 13 октября 2015                   | Канада                            | 1:1                               | -                                 | Товарищеский матч                 |
| 2                                 | 1 июля 2017                       | США                               | 1:2                               | -                                 | Товарищеский матч                 |
| 3                                 | 1 сентября 2017                   | Республика Конго                  | 1:1                               | -                                 | Отборочные матчи ЧМ-2018          |

Итого: 3 матча / 0 голов; 0 побед, 2 ничьих, 1 поражение.

## Статистика выступлений

### Выступления за сборную
| Сборная | Год   | Отборочные матчи ЧМ | Отборочные матчи ЧМ | Финальные матчи ЧМ | Финальные матчи ЧМ | Отборочные матчи КАФ | Отборочные матчи КАФ | Финальные матчи КАФ | Финальные матчи КАФ | Товарищеские матчи | Товарищеские матчи | Итого | Итого |
| Сборная | Год   | Игры                | Голы                | Игры               | Голы               | Игры                 | Голы                 | Игры                | Голы                | Игры               | Голы               | Игры  | Голы  |
| ------- | ----- | ------------------- | ------------------- | ------------------ | ------------------ | -------------------- | -------------------- | ------------------- | ------------------- | ------------------ | ------------------ | ----- | ----- |
| Гана    | 2015  | −                   | −                   | −                  | −                  | −                    | −                    | −                   | −                   | 1                  | 0                  | 1     | 0     |
| Гана    | 2016  | −                   | −                   | −                  | −                  | −                    | −                    | −                   | −                   | 0                  | 0                  | 0     | 0     |
| Гана    | 2017  | 1                   | 0                   | −                  | −                  | −                    | −                    | −                   | −                   | 1                  | 0                  | 2     | 0     |
| Итого   | Итого | 1                   | 0                   | -                  | -                  | -                    | -                    | -                   | -                   | 2                  | 0                  | 3     | 0     |